# Rodolfo Terlizzi
Rodolfo Terlizzi (Florència, 17 d'octubre de 1896 - Florència, 11 de juliol de 1971) va ser un tirador d'esgrima italià que va competir durant les dècades de 1920 i 1930.
El 1920 va prendre part en els Jocs Olímpics d'Anvers, on va disputar dues proves del programa d'esgrima. Guanyà la medalla d'or en la competició de floret per equips, mentre en la de floret individual quedà eliminat en les sèries.
Dotze anys més tard, el 1932, va disputar els seus segons i darrers Jocs Olímpics a Los Angeles. Disputà una sola prova del programa d'esgrima, la de floret per equips, en què guanyà la medalla de plata.
El 1930 es proclamà campió del món en la categoria de floret per equips.